# Oligodon annulifer
Oligodon annulifer este o specie de șerpi din genul Oligodon, familia Colubridae, descrisă de Boulenger 1893. A fost clasificată de IUCN ca specie cu risc scăzut.

## Subspecii
Această specie cuprinde următoarele subspecii:
- O. a. annulifer
- O. a. annulata
- O. a. confluens